# 노숙인

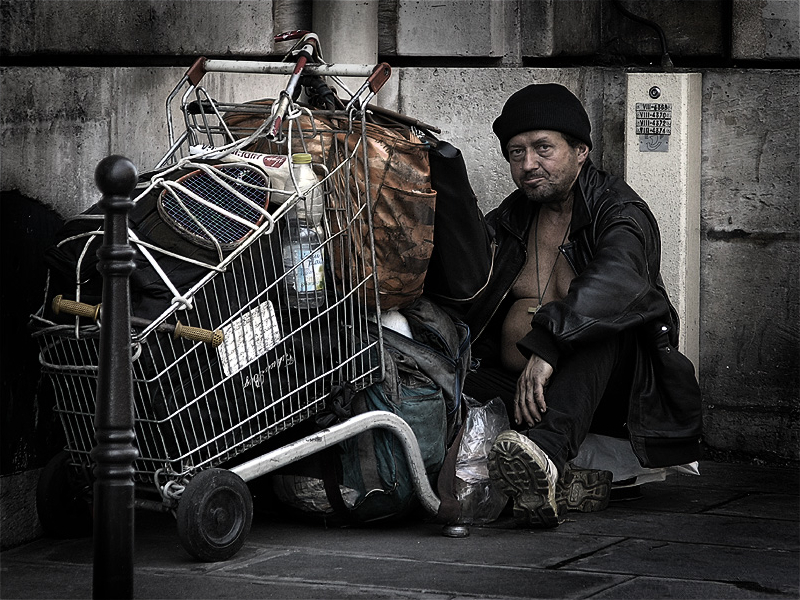

노숙인(露宿人), 또는 홈리스(영어: homeless)는 사전적 의미로 "이슬을 맞으며 자는 사람"을 의미하지만 주로 경제적 빈곤 등의 이유로 정해진 일정한 주거 없이 공원, 길거리, 지하철역, 대합실, 도서관 등을 거처로 삼는, 도시에서 생활환경이 나쁜 상태의 사람을 말한다. 노숙자(露宿者, 문화어: 로숙자)라고도 한다. 2011년 8월 한국철도공사가 역 시설에서 노숙인 퇴거에 나서며 노숙하는 것을 금지하게 되면서 지방자치단체에서 설립한 노숙인 일시보호시설 등에서 생활하거나 잠자리를 이용하게 되면서 특별히 주거에 있어 열악하다거나 외관상 노숙인 특징을 찾아볼 수 없게 될 뿐만 아니라 오히려 고정비용이 드는 주거비 부담으로부터 자유롭게 된 경우가 많다.
캐스 R. 선스타인은 노숙인이 잘 곳이 없다면 그것은 국가가 주택문제를 소유법의 관점에서만 해결하려고 했기 때문이라고 지적하였다. 흔히 부동산 정책에서 표현하는 '무주택자'와는 개념이 다르게 일정하게 거주를 할 수 있는 거주지가 없는 사람을 말한다.

## 정의
대한민국에서는 1997년 IMF 경제위기 이후 실직상태에서 노숙을 하는 사람들이 급증하자 노숙인 또는 노숙자로 부르기 시작했다. 그 이전에 역이나 지하도 주변에서 노숙하는 사람들에 대한 공식적 용어는 ‘부랑인’이었다.

#### 1) 대한민국 법률에서 정의한 '노숙인 등'
첫째, 상당한 기간 동안 일정한 주거 없이 생활하는 사람
둘째, 노숙인 시설을 이용하거나 상당한 기간 동안 노숙인 시설에서 생활하는 사람
셋째, 상당한 기간 동안 주거로서의 적절성이 현저히 낮은 곳에서 생활하는 사람
'법제처(2011)', '노숙인 등의 복지 및 자립 지원에 관한 법률 제2조'

#### 2) UN이 정의한 노숙인 기준
첫째, 집이 없는 사람과 옥외나 단기 보호 시설 또는 여인숙 등에서 잠을 자는 사람
둘째, 집이 있으나 UN의 기준에 충족되지 않는 집에서 사는 사람
셋째, 안정된 거주권과 직업과 교육, 건강관리가 충족되지 않는 사람

#### 3) 미국 맥킨니 법(Mckinny, 1999) 노숙인 기준
첫째, 밤을 보낼 적절한 고정적이고 정규적인 주거가 없는 사람
둘째, 밤을 보내는 주 주거지로 일시적인 주거의 제공을 목적으로 하는 공공 혹은 사설의 임시 보호시설, 수용을 목적으로 개인들에게 임시적 주거를 제공하는 시설을 활용하는 사람
셋째, 사람이 자는 것을 목적으로 고안되지 않은 공공, 사설의 시설 등을 밤을 보내는 장소로 이용하는 사람

#### 4) 영국 '주택법'에서의 노숙인 정의
실제 노숙인(거리 노숙인과 시설 노숙인)뿐 아니라 사람이 살기에 부적합한 주택에 거주하는 사람, 불안정한 상태로 거주하는 사람

#### 5) 일본에서는 '홈리스 자립 지원 등에 관한 특별 조치법'에서 노숙인 정의
연고 없이 도시공원, 하천, 도로, 역사 등의 기타 시설에서 기거하며, 일상생활을 영유하고 있는 자
현시웅 외 1인(2008), '노숙인의 발생원인별 유형화와 정책대안', <한국행정논집 제 20권>

#### 6) 노숙인 봉사단체 프레이포유의 노숙인 정의
집이 없거나 집으로 돌아갈 수 없는 처지에 있는 세상에서 온갖 상처와 핍박을 받고 길 위로 버려진 사람
(대한민국은 사회구조적인 문제로 거리로 나오게 된 노숙인의 비중이 크다)
(거리에서 1년 이상 노숙 생활을 하면 정상적인 사고를 할 수 없을 만큼 몸과 정신이 병들게 된다)
'왜 멀쩡한 몸을 가지고 일해서 돈을 벌지 않는가'라는 시선으로 보면 문제의 해결이 안 된다. 이 시대의 노숙인은 강도 당하여 벗기우고 맞아 길 위에 버려진 사람(누가복음 10:30절 이하)이다.
* 노숙인을 바라보는 시선 : https://web.archive.org/web/20171116212508/http://www.pckworld.com/news/articleView.html?idxno=71329

## 노숙인이 되는 원인
노숙인이 되는 원인을 단정적이고 확정해서 사용하게 되면 무리한 논리로 귀결되는 경우가 많은데 이는 다른 사회문제나 갈등도 마찬가지겠지만 노숙 역시 하나의 원인에서 결과가 발생하는 경우는 많지 않기 때문이다. 보통은 노숙의 원인을 "개인적 원인"과 "사회적 원인"으로 구별해서 사용하는데 한 개인의 노숙인이 되는 과정은 질병 및 사고 등에 따른 노동력의 손상, 가출이나 이혼같은 가정문제, 실업과 사업의 실패 등으로 인한 경제적인 문제에 따른 사회 안정망의 부재로 보는 게 일반적이며 노숙인이라고 분류될 수 있는 사람들은 모두 적절한 주거에서 생활하지 못하고 있다는 공통점이 있다. 한편, 여성이 노숙인이 되는 과정은 일반적으로 이야기되고 있는 실직 남성 노숙인과 조금 달리하는데 실업 상태의 남성은 사회-경제적 안전망의 부재가 중심 화두라면 여성의 경우에는 가족 관계 안에서의 발생하는 가정 폭력 등 가부장적 가족 구조 속에서 갖는 여성의 지위 및 가족(주로 남편)에게 예속되어 있는 상태에서 갑자기 가족과 단절이 되어 발생하는 사회-경제적 기능 수행의 부족을 생각할 수 있다. 또한, 자녀가 있는 여성의 경우에는 양육이라는 문제도 심각한 상황이라고 할 수 있다.

## 노숙인의 규모
대한민국에서는 1997년 외환위기를 맞이하여 구조조정 등으로 갑작스럽게 노숙인이 거리로 쏟아져 나왔으며, 1999년 2월에 6,300 명, 2001년 6월 경에는 전국에 6,364 명, 2004년 12월에는 4,900 명으로 조사되었다. 2011년 보건복지부에서 발표한 주거취약계층 전국실태조사에 따르면 전국 거리노숙인은 2,689명, 부랑인 시설 이용 인구(현재는 노숙인 등의 복지 및 자립지원에 관한 법률에 따라 부랑인이라는 용어는 폐기됐으며 "노숙인 등"으로 통일되었다)8,160명, 노숙인 쉼터 이용 인구 2,636명, 응급잠자리 이용 인구 508명으로 조사됐으며 그 외 쪽방, 여인숙, 여관, 고시원, 비닐하우스 등 유형별 주거취약계층 인구를 모두 합하면 총 261,038명으로 파악되었다. 이 자료에 따르면 주거취약계층의 규모는 전체 인구의 약 0.5%에 해당하는 숫자다. 서울의 경우에는 3.2%가 주거취약계층이라고 볼 수 있다. 한편, 2012년에 시행된 전국 노숙인 실태조사에 따르면 전국 노숙인의 수는 13,262명으로 이 중에서 거리 노숙을 하는 사람은 1,811명이고 시설 거주자는 11,451명이다. 사실, 노숙인의 규모를 파악하는 것은 쉽지 않다. 그 주요한 이유로는 노숙인 문제는 특성이라기 보다는 상태, 즉 노숙인 문제의 핵심은 적절한 주거의 부재의 문제라는 것 때문에 그렇다. 따라서 위의 보고서들에서 보더라도 협의로는 일만명 단위로 볼 수도 있고 광의로는 이십만명 단위까지도 해석이 가능하다. 특히 고시원에서 생활하는 인구(123,971명)를 보면 대도시에서 근로하는 일용직 노동자가 상당한 숫자를 차지하는데 이들이 바로 노숙의 위기에 처할 수 있는 잠재적 위험군으로 볼 수도 있다.

## 인구사회학적 특성

### 성별 및 연령대
앞서 말했듯 노숙인 규모를 파악하는 것도 쉽지 않지만 노숙인의 성별 및 연령대 등 인구사회학적 특성을 파악하는 것에도 어려움이 있다. 이는 노숙인의 특성인 가시성(visibility - 노숙인의 가시성은 첫째, 시민들과 자주 접촉하며 대도시 역사에서 생활하는 거리 노숙인으로 인해 생기는 선입견의 문제와 둘째, 보이지 않는 곳에서 생활하는 특성으로 인한 사회복지서비스 제공의 사각지대가 중첩되어 있다. 2013년에는 사망한지 닷새만에 거리에서 발견된 노숙인이 있었는데 이런 것도 가시성과 관련이 있다)과 이동성에서 비롯된다고 볼 수 있는데 어찌됐던 거리 노숙인으로 한정한다면 서울역에서 생활하는 분들 중에는 남성이 96.7%, 여성이 3.3%로 파악되었으며 평균 연령은 50세였고 연령대별 분포로는 50대 32.6%, 40대 30.4%의 순위였다. 또 다른 자료로는 40세~59세 75.4%, 60세 이상 16.3%, 21세~39세 7.9%의 순의 연령이었고 표본 대상 노숙인들의 98%는 남성이고 여 노숙인 표본 수는 2%에 해당되었다.

### 노숙인에게 있어야 하는 것

#### 희망 욕구
노숙인의 특성 중 하나인 가시성(visibility)으로 인한 사회적 인식은 게으르고 나태하며 역 근처에서 음주하는 모습만 연상하게 마련이다. 하지만 이런 편견과는 달리 상당수의 노숙인은 취업에 적극적이다. 대표적으로 종사하는 일은 일용직 노동, 파지나 고물 수집, 공공근로 그리고 자활쉼터에서 생활하는 입소인은 정규직에도 종사하고 있으며 취업성공패키지 등 직업 교육을 받고 있기도 하고 거리 노숙인을 대상으로 한 설문조사에서 가장 해결했으면 하는 바람으로는 숙식이 가능한 개인 공간의 확보, 일자리 확보, 건강문제 해결의 순이였다. 따라서 이들에게 적합한 취업 연계, 직업 교육, 의료서비스가 제공된다면 상당수의 인원이 거리 노숙을 탈피하고 사회 구성원으로서 자기 역할을 할 수 있다고 보아야 한다.

#### 사생활이 보호되는 집
현재 우리나라에서 노숙인에게 제공되는 시설의 종류로는 자립을 지원하기 위하여 직업상담, 근로활동, 취업훈련 등의 복지서비스를 제공하는 자활시설과 신체 및 정신장애로 자립이 어려운 노숙인에게 치료 및 재활서비스를 제공하는 재활시설 그리고 건강상의 문제 등으로 단기간 내 가정 및 사회복귀가 어려운 노숙인 등에게 제공되는 요양시설이 쉼터의 주축을 이루고 있으며 그 외 일시보호시설, 급식시설, 진료시설 등이 설치되어 있다. 문제는 이러한 시설이 개인의 사생활이 보장되는 개인적 공간이 아니라 거리 노숙을 감소하기 위한 수용 및 목표에 의한 관리를 통한 효과성을 추구하다 보니 노숙인 쉼터가 가급적이면 많이 입소할 수 있도록 설치되고 운용되고 있다는 점이다. 때문에 사적인 공간에서 생활하고 싶어하는 인원은 시설에 입소하기를 꺼리는 경향이 있게 된다. 물론 이 반대의 경우도 있을 수 있는데, 노숙인 쉼터에서는 균형잡힌 식사를 제공하고 개인 위생을 청결하게 할 수 있는 샤워실, 세탁실 등 편의시설이 갖추어져 있으며 대부분 사회적 관계망이 두절되어 있는 노숙인의 특성을 고려한다면 현장의 사회복지사와 새롭게 관계를 맺고 유지할 수 있는 기반도 구축되어 있고 개별 노숙인의 욕구와 의지에 따라 단체생활을 통해 새롭게 목표를 설정하고 실천할 수도 있다는 장점도 또한 있다. 한편 근래에는 임시주거, 임대주택, 그룹홈 등 좀 더 다양한 형태의 주거를 지원하기 위한 정책들이 시행되고 있다.

#### 의료지원
노숙인들은 결핵, 당뇨 등의 만성 질환에 노출될 위험이 크므로 의료 지원이 당연히 있어야 한다. 호흡기 질환이 3,476건(35%), 고혈압(34%)이 많았고 당뇨 1,386건, 소화기질환 1,323건, 알콜중독 220건으로 나타났다. 전염병도 450건이 발생했으며 결핵 112건, 간염 59건, 성병 24건으로 나타났으며 바이러스 결막염, 피부사상균증, 손발톱과 수염백선 등 기타도 255건이나 됐다. 일본에서는 목욕, 이발소, 보건소, 순회 진료 시설 등을 제공하고 있다.

#### 지역사회로의 복귀
노숙인에 대한 사회적 태도는 대체적으로 동정(compassion), 동정쇠약(compassion fatigue), 낙인(stigma), 범죄화(criminal)의 단계를 거친다고 보고 있다. 이는 물론 사회 구성원 개별 인식 주체마다 다르므로 일반적이라 할 수는 없지만 대개의 시민은 위에서 언급했던 노숙인에 대한 가시성때문에 노숙의 원인을 개인의 게으름과 나태함, 알코올 사용 장애, 정신건강상의 문제 등 개인적 원인으로 노숙인이 되었다고 부정적 인식이 많은 편이다. 이러한 점은 노숙인 사회복지현장에서 장애로 작동하는 경우가 허다하다. 대표적으로 노숙인 쉼터의 이전이 지역주민의 반대로 무산된다거나, 항의성 민원으로 인해 쉼터가 폐쇄되는 경우다. 하지만 엄연히 우리 사회 구성원인 노숙인 역시 지역사회와 함께 호흡해서 살아가야 하며 특히, 노숙인의 대부분이 성인 남성이라는 점을 고려한다면 이들이 취업 또는 직업 교육에 적합하고 거리적 접근성이 용이한 곳에서 지내야 한다는 점이다. 따라서 노숙인 문제를 해결하기 위한 방안으로는 통합(intergration)을 중심으로 놓고 여러 가지 정책 계획을 입안해야 한다.

#### 인문학
미국과 한국에서는 사회학자 얼 쇼리스와 성공회 성 프란시스 대학에서 인문학을 강의한다. 강의를 듣는 노숙인들은 사람에 대한 학문인 인문학과의 만남으로 자신이 누구인지 생각하게 되어 삶이 달라지며, 직장을 구해 노숙 생활을 벗어난 후에도 공부한다.

## 노숙인 지원
- 따스한 채움터: 무료급식
- 구세군 브릿지종합지원센터:  무료숙박, 아침 무료급식, 토요일 점심 급식
- 다시서기지원센터
- 드림시티

## 같이 보기
- 노숙인순 나라 목록

## 참고
- 《복음과 상황》2008년 4월호,〈우에노 홈리스와 우체국〉,김응교,복음과 상황 p. 233,237,238
- 성공회 신문, 성공회 성 프란시스 대학 이야기

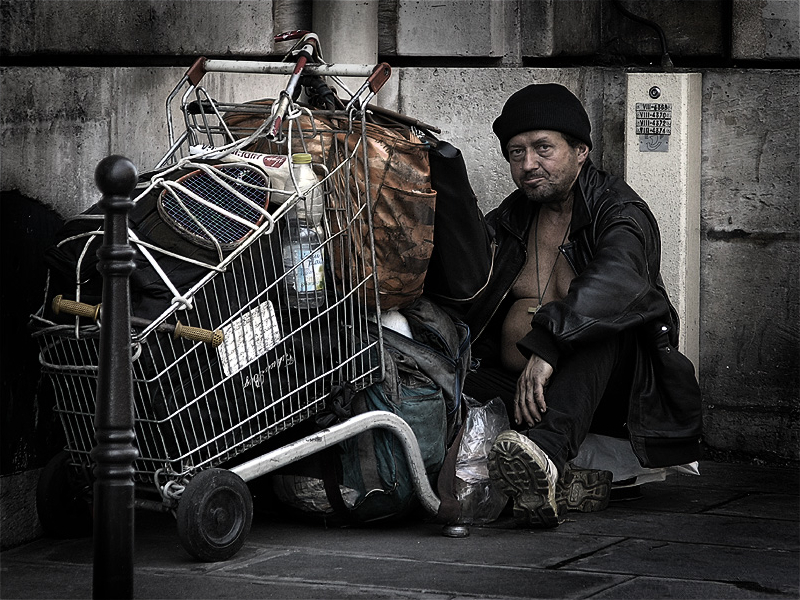
파리의 한 노숙인
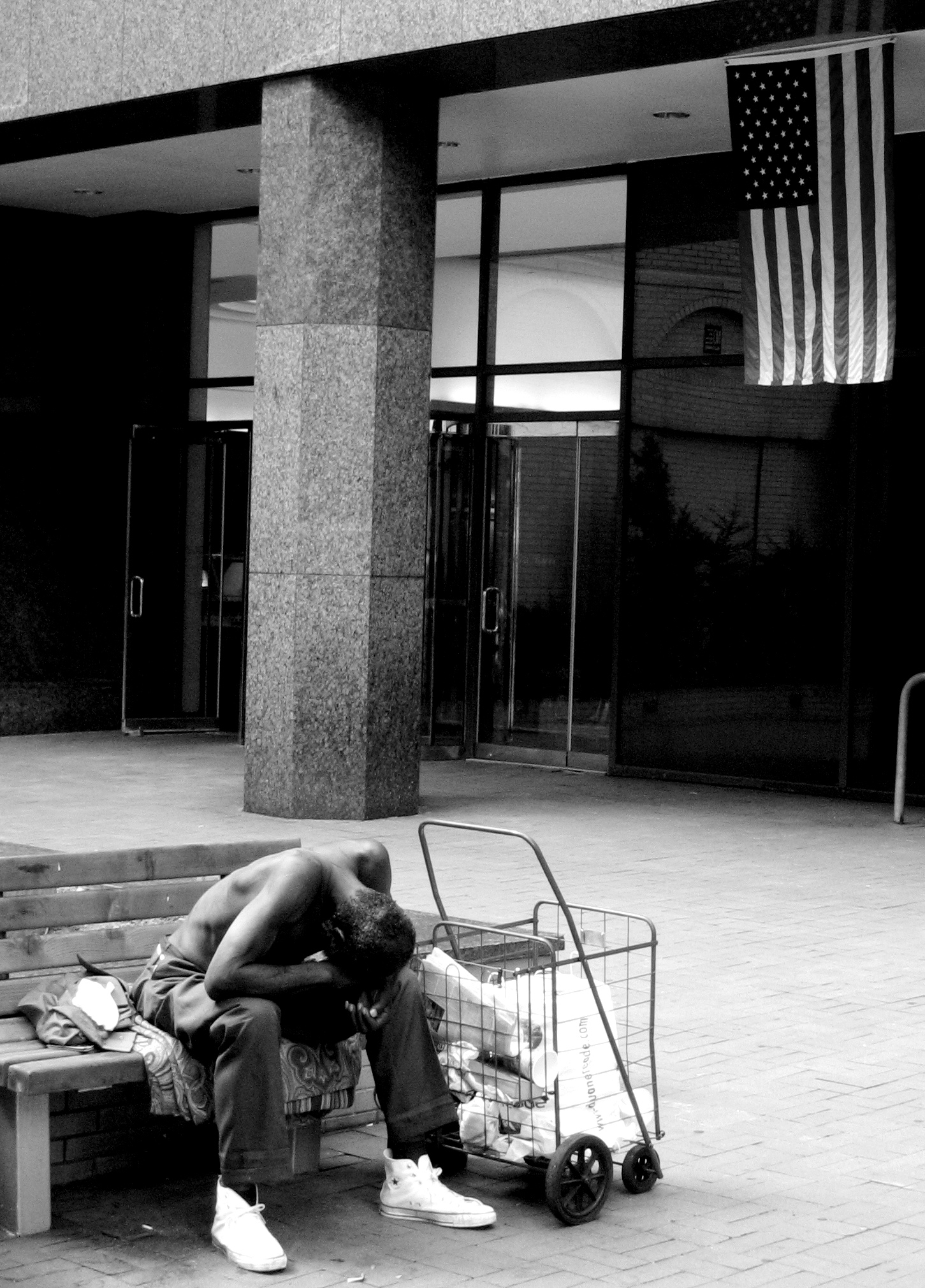
미국의 한 노숙인